# I Am a Photograph
I Am a Photograph ist das Debütalbum von Amanda Lear aus dem Jahr 1977, das von Ariola Records veröffentlicht wurde.

## Geschichte
Die meisten Songtexte und Musik wurden von Amanda Lear und Anthony Monn geschrieben. Monn hat das Album auch produziert. Das Albumcover der Originalpressung zeigt unter anderem ein Foto Lears aus der Bravo. Auf dem Cover der neuen Pressung ist ein Oben-Ohne-Foto Lears aus dem Playboy.
Das Album beinhaltet drei Hits: Blood and Honey, Tomorrow, und Queen of Chinatown. Die weitere Singles waren La Bagarre (ein französisches Cover von Elvis Presleys Trouble), ein Cover von Leroy Andersons Blue Tango, und Alphabet, mit Ausschnitten aus Das Wohltemperierte Klavier von Johann Sebastian Bach.

## Titelliste

### Erste Version
Seite A
1. Blood and Honey (Anthony Monn, Amanda Lear) – 4:50
2. Alphabet (Prelude in C by J. S. Bach) (Johann Sebastian Bach, Charly Ricanek, Anthony Monn, Amanda Lear) – 4:00
3. These Boots Are Made for Walkin’ (Lee Hazlewood) – 3:18
4. Tomorrow (Rainer Pietsch, Amanda Lear) – 4:10
5. Pretty Boys (Anthony Monn, Amanda Lear) – 2:55

Seite B
1. Alligator (Rainer Pietsch, Amanda Lear) – 4:35
2. The Lady in Black (Anthony Monn, Amanda Lear) – 3:30
3. I Am a Photograph (Anthony Monn, Amanda Lear) – 4:25
4. La Bagarre (Jerry Leiber, Mike Stoller) – 3:27
5. Blue Tango (Leroy Anderson, Amanda Lear) – 2:40

### Zweite Version
Seite A
1. Blood and Honey (Anthony Monn, Amanda Lear) – 4:50
2. Alphabet (Prelude in C by J. S. Bach) (Johann Sebastian Bach, Charly Ricanek, Anthony Monn, Amanda Lear) – 4:00
3. These Boots Are Made for Walkin’ (Lee Hazlewood) – 3:18
4. Tomorrow (Rainer Pietsch, Amanda Lear) – 4:10
5. Pretty Boys (Anthony Monn, Amanda Lear) – 2:55

Seite B
1. Alligator (Rainer Pietsch, Amanda Lear) – 4:35
2. The Lady in Black (Anthony Monn, Amanda Lear) – 3:30
3. I Am a Photograph (Anthony Monn, Amanda Lear) – 4:25
4. She’s Got the Devil in Her Eyes (Anthony Monn) – 3:05
5. Blue Tango (Leroy Anderson, Amanda Lear) – 2:40

### Dritte Version
Seite A
1. Blood and Honey (Anthony Monn, Amanda Lear) – 4:50
2. Alphabet (Prelude in C by J. S. Bach) (Johann Sebastian Bach, Charly Ricanek, Anthony Monn, Amanda Lear) – 4:00
3. These Boots Are Made for Walkin’ (Lee Hazlewood) – 3:18
4. Tomorrow (Rainer Pietsch, Amanda Lear) – 4:10
5. Pretty Boys (Anthony Monn, Amanda Lear) – 2:55

Seite B
1. Queen of Chinatown (Anthony Monn, Amanda Lear) – 4:15
2. Alligator (Rainer Pietsch, Amanda Lear) – 4:35
3. The Lady in Black (Anthony Monn, Amanda Lear) – 3:30
4. I Am a Photograph (Anthony Monn, Amanda Lear) – 4:25
5. Blue Tango (Leroy Anderson, Amanda Lear) – 2:40

### CD und Digitale Version
1. Blood and Honey (Anthony Monn, Amanda Lear) – 4:50
2. Alphabet (Prelude in C by J. S. Bach) (Johann Sebastian Bach, Charly Ricanek, Anthony Monn, Amanda Lear) – 3:56
3. These Boots Are Made for Walkin’ (Lee Hazlewood) – 3:18
4. Tomorrow (Rainer Pietsch, Amanda Lear) – 4:10
5. Pretty Boys (Anthony Monn, Amanda Lear) – 2:55
6. Alligator (Rainer Pietsch, Amanda Lear) – 4:35
7. The Lady in Black (Anthony Monn, Amanda Lear) – 3:36
8. I Am a Photograph (Anthony Monn, Amanda Lear) – 4:25
9. La Bagarre (Jerry Leiber, Mike Stoller) – 3:27
10. Blue Tango (Leroy Anderson, Amanda Lear) – 2:43
11. Queen of Chinatown (Anthony Monn, Amanda Lear) – 4:15
12. Blood and Honey (12″ Version) (Anthony Monn, Amanda Lear) – 8:55
13. She’s Got the Devil in Her Eyes (Anthony Monn) – 3:05
14. Lethal Leading Lady (La Bionda, Malachy, Amanda Lear) – 2:52

## Charts und Chartplatzierungen
| ChartsChartplatzierungen | Höchstplatzierung | Monate |
| ------------------------ | ----------------- | ------ |
| Deutschland (GfK)        | 26 (8½ Mt.)       | 8½     |
| Österreich (Ö3)          | 25 (1 Mt.)        | 1      |